# واراکادنیا
واراکادنیا (به لاتین: Warakadeniya) یک منطقهٔ مسکونی در سری‌لانکا است که در استان مرکزی (سری‌لانکا) واقع شده‌است.